# 青岛大学体育馆
青岛大学体育馆是一个位于中国山东省青岛市的室内体育馆。它于2005年开业，可以容纳6000名观众。可以举办篮球或排球一类的体育赛事。2012-2013赛季前曾是CBA青岛双星雄鹰篮球俱乐部的主场。